# انجبار
اَنجَبار گیاهی علفی و سردسیر از تیرهٔ ریواس است با ساقه‌های نازک و گل‌های خوشه‌ای سرخ‌رنگ که ساقهٔ زیرزمینی آن در طب سنتی برای معالجهٔ بواسیر، اسهال، درد گلو، ورم لثه، اسکوربوت، و جرب به کار می‌رود. به آن برشیان‌دارو هم گفته‌اند.
انجبار گیاهی است پایا ساقه‌اش صاف و ساده بیش از یک متر ارتفاع که‌ریزوم‌هایی بزرگ، پیچدار و انشعابی دارد. برگ‌های قاعده آن بزرگ و نیزه‌ای است. برگهایش در بالا سبز و در زیر کدر و کرکدار است. برگ‌های زیرین دمبرگ درازی دارد بیضوی پهن و نوک تیز و در انتهای روی دمبرگ به‌صورت بال درمی‌آید. سایر برگ‌ها بی‌پایه‌اند. گل‌ها به رنگ گلی یا صورتی کمرنگ با گل پوش منفرد است و پرچم‌ها از بیرون دیده می‌شود. در ماه خرداد تا تیر گل می‌دهد.

## ترکیبات شیمیایی
انجبار دارای تانن، گلوکز، آمیدون، مواد آلبومینوئیدی، اکسالات کلیسم، اسیداگزالیک، لعاب، صمغ، یک ماده رنگی قرمز، ویتامین C است.
قسمت مورد استفاده انجبار ریزوم، ریشه و برگ گیاه است که در فصل پاییزریزوم آن جمع‌آوری شده و در آفتاب خشکانده می‌شوند، ریشه‌های بزرگ آن رابرش طولی می‌دهند.
خواص و اثرات دارویی:
طبع انجبار سرد و خشک است.
از نظر خواص درمانی ضد تب، مدر، ملین، التیام دهنده، قابض قوی، ضداسهال، مقوی عمومی، ضدعفونی‌کننده، ضد غلبة دم، ضد التهاب، محرک واشتهاآور است.
از انجبار در موارد اسهال، اسهال خونی، دیسانتری، رفع ترشحات مخاطی، بی‌اختیاری دفع ادرار، ترشحات زنانگی، سوزش مجاری ادرار، گلو درد، ورم‌مجرای بول بعد از رفع حالت التهابی آن، بواسیر، انزال منی، تب نوبه، خونریزی‌رحم، التهابات اندام‌های تناسلی زن، التیام زخم، نزله‌های مزمن، سل، خونریزیهای‌ساده داخلی و خارجی، جلوگیری از سقط جنین، رفع ترشحات سفید مهبل، ووجود خون در ادرار توصیه شده‌است.
در استعمال خارجی جوشانده ۱۵۰ گرم ریزوم آن در یک لیتر آب به شکل‌غرغره یا دهان شویه برای التیام زخم، ناراحتیهای حلق، سفت کردن لثه‌های نرم، التهابات لثه، لوزتین یا گلو و به‌صورت تزریق در دستگاه تناسلی، جهت ترشحات‌زنانگی و رفع ورم مجاری ادرار، اثرات مفیدی دارد. جوشانده انجبار به‌صورت تنقیه جهت رفع اسهال، بواسیر، درمان خراشهای ناحیه مقعد و برای واریس و مداوای زخم‌ها و اولسرها به‌صورت تأثیر دادن روی‌آنها مورد استفاده قرار می‌گیرد.

## نگارخانه

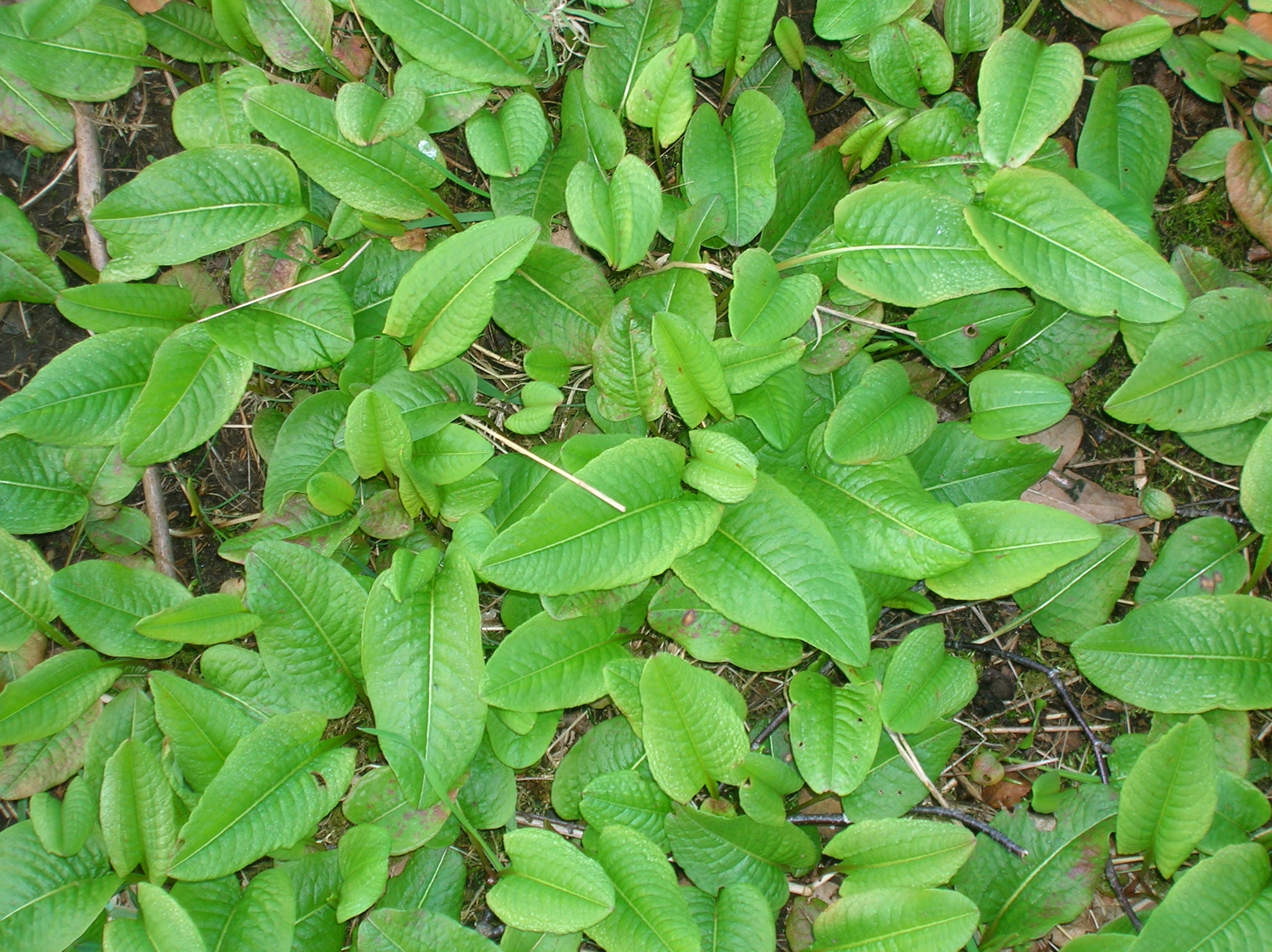
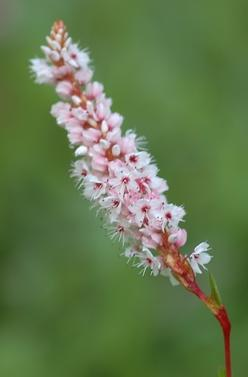
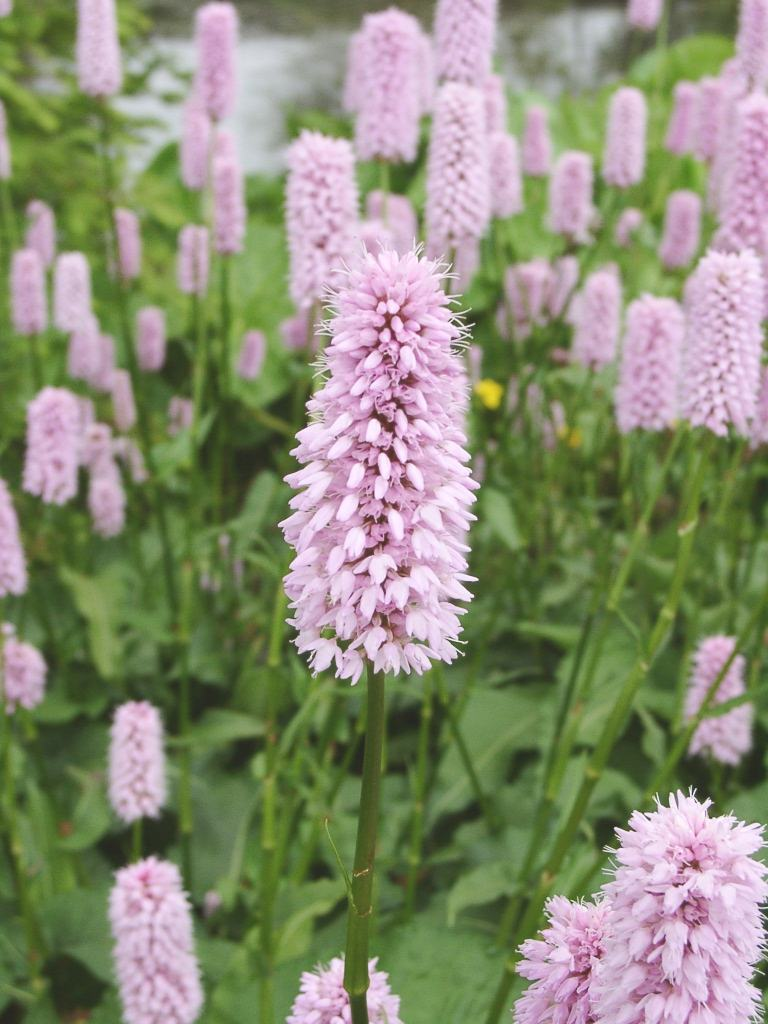
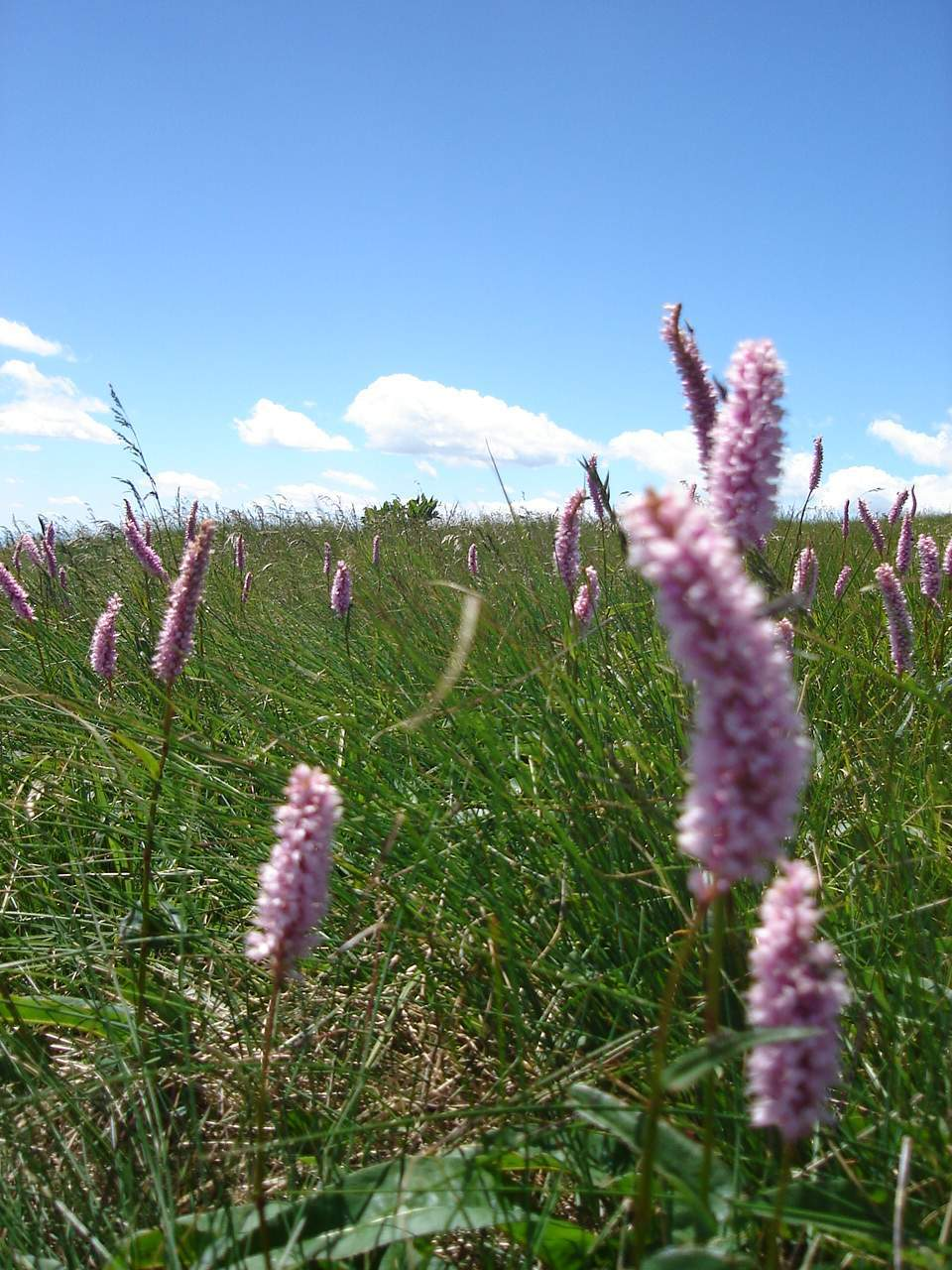